# Robert Roy MacGregor
Pour les articles homonymes, voir Roy, Rob Roy (homonymie) et MacGregor.
Robert Roy MacGregor (baptisé le 7 mars 1671, mort le 28 décembre 1734), Raibeart Ruadh MacGriogair en gaélique écossais, communément appelé Rob Roy ou Red MacGregor, est un hors-la-loi et un héros populaire écossais du début du XVIIIe siècle. 

## Surnom
Roy est l'anglicisation de la prononciation du gaélique ruadh, qui signifie « roux » et non pas « rouge » (en gaélique, le mot « rouge » se dit dearg). Raibeart MacGriogair était surnommé Raibeart ruadh en raison de sa chevelure rousse, bien que celle-ci ait bruni vers la fin de sa vie. De là lui est venu son surnom anglais de Rob Roy.

## Biographie
Rob Roy est né à Glengyle, au bord du Loch Katrine, comme le certifie un extrait des registres du baptême de la paroisse de Buchanan. Son père était Donald Glas, du clan des MacGregor et sa mère Margaret (ou Mary) Campbell. Rob Roy se maria à Glenarklet, en janvier 1693, avec Mary Helen MacGregor, née à Leny Farm (Strathyre). Par la suite, ils eurent quatre enfants : James (également appelé Mor ou Tall), Ranald, Coll et Robert (connu sous le nom de Robin òg ou Young Rob, en français « Rob le jeune »). Un cousin, Duncan fut également adopté.

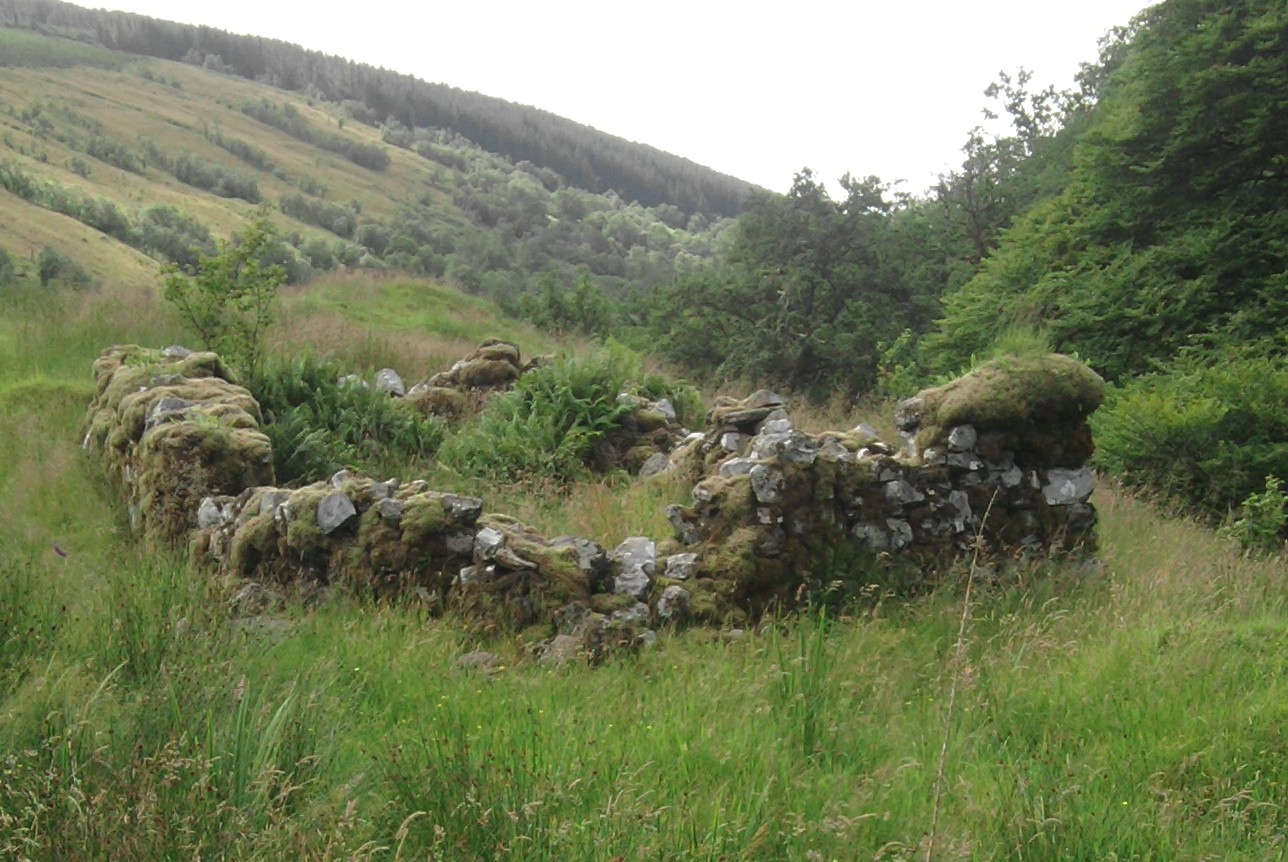
Maison dans le Glen Shira habitée par Rob Roy vers 1716.

En compagnie de son père, il prend part à la bataille de Killiecrankie en juillet 1689 et tous deux y survivent. Jacobites comme tout le clan MacGregor, ils s'opposent au roi Guillaume III d'Orange-Nassau, récemment devenu roi d'Angleterre, d'Écosse et d'Irlande. Renonçant aux questions politiques, Rob Roy épouse sa cousine Mary de Comar en janvier 1693. Il devient éleveur de bétail et doit renoncer à son nom de MacGregor, banni du fait de la participation du clan à la révolte jacobite, et prend alors le nom de sa mère. C'est donc sous le nom de Robert Campbell qu'il devient commerçant. Ses affaires sont florissantes et lui permettent d'acquérir le titre de Laird d'Inversnaid.
Il est un brigand des Highlands, connu comme le Robin des Bois écossais. D’abord trafiquant de bétail, il devient lui-même éleveur et vend sa protection à ses voisins contre les autres voleurs de bétail. Un de ses clients n’est nul autre que James Graham (1682-1742), 4e marquis de Montrose, 1er duc de Montrose (en 1707). Il semble qu’il y ait eu une mésentente entre les deux hommes qui eut pour conséquence l’expropriation des MacGregor. Après la saisie de ses terres par le duc, Rob Roy le combattit jusqu’en 1722, où il fut obligé de se rendre. Emprisonné, il fut finalement pardonné, en 1727. Il mourut le 28 décembre 1734 dans sa maison à Inverlochlarig Beg, Balquhidder. Sa tombe se trouve dans le cimetière de Balquhidder.
La légende de Robert Roy MacGregor a inspiré le roman Rob Roy de Sir Walter Scott. Hector Berlioz a composé une ouverture nommée Rob Roy. Plusieurs adaptations de son histoire ont également été portées à l’écran, la plus récente étant Rob Roy, de Michael Caton-Jones en 1995.
La maison de Glengyle sur les rives du Loch Katrine, qui date du début du XVIIIe siècle, est construite sur le site de la maison de pierre dans laquelle Robert MacGregor serait né. En novembre 2004, elle a été vendue aux enchères malgré les objections du Scottish National Party (SNP - Parti national écossais).

## Dans les arts et la culture populaire

### Littérature

#### Roman
- Les Aventures de Rob Roy de Emile Jonveaux.
- Dans L'Histoire de Juliette, Sade l'évoque sous le nom de Marc Grégor.
- Rob Roy de Walter Scott fait apparaitre le personnage de Rob Roy.
- James Starr évoque Rob Roy à plusieurs reprises dans Les Indes noires de Jules Verne.

### Filmographie

#### Cinéma
- 1953 : Échec au roi de Harold French.
- 1995 : Rob Roy de Michael Caton-Jones.

#### Musique
- Rob Roy : ouverture symphonique par Hector Berlioz